# Boyd Gordon
Boyd Gordon (* 19. října 1983 Unity, Saskatchewan) je bývalý kanadský hokejový útočník.

## Hráčská kariéra
V roce 2002 byl draftován týmem Washington Capitals v prvním kole jako 17. v pořadí.
Před draftem hrával v týmu Red Deer Rebels WHL a následně k tomu vyhrál tým Memorial Cup (sezona 2000/2001). První sezonu v NHL a v AHL začínal ve (2003/04) v klubech Washington Capitals a Portland Pirates.Při výluce NHL hrával v týmu Portland Pirates. Při další sezoně NHL zase hrál ve Washington Capitals a přestoupil na farmu Washingtonu Capitals Hershey Bears. V sezoně (2005/2006) vyhrál tým Hershey Bears Calder Cup. Ve Washingtonu Capitals hraje do dnes. V sezoně 2009/2010 si poranil záda a musel vynechat spoustu zápasů. 7. července 2010 prodloužil smlouvu s týmem Washington Capitals na 1 rok a vydělá si 800 000 dolarů, smlouvu podepisoval jako volný hráč. Po vypršení smlouvy mu klub Capitals nenabídl smlouvu a 1. července 2011 se stal volným hráčem. Hned poté podepsal smlouvu na dva roky s týmem Phoenix Coyotes, ve kterých si vydělá 1 300 000 dolarů.

## Ocenění a úspěchy
- 2002 CHL - Top Prospects Game
- 2003 WHL - (Východ) První All-Star Tým
- 2003 WHL - Brad Hornung Trophy

## Prvenství
- Debut v NHL - 9. října 2003 (Washington Capitals proti New York Islanders)
- První gól v NHL - 11. října 2003 (Washington Capitals proti Atlanta Thrashers, finskému brankáři Pasi Nurminen)
- První asistence v NHL - 9. října 2003 (Washington Capitals proti New York Islanders)

## Klubové statistiky
| Sezóna       | Klub                | Soutěž       |     | Základní část | Základní část | Základní část | Základní část | Základní část |    | Play off | Play off | Play off | Play off | Play off |
| Sezóna       | Klub                | Soutěž       | Z   | G             | A             | B             | TM            | Z             | G  | A        | B        | TM       |          |          |
| 1998–99      | Regina Rangers      | SMBHL        | 60  | 70            | 102           | 172           | 53            | —             | —  | —        | —        | —        |          |          |
| 1999–00      | Red Deer Rebels     | WHL          | 66  | 10            | 26            | 36            | 24            | 4             | 0  | 1        | 1        | 2        |          |          |
| 2000–01      | Red Deer Rebels     | WHL          | 72  | 12            | 27            | 39            | 39            | 22            | 3  | 6        | 9        | 2        |          |          |
| 2001–02      | Red Deer Rebels     | WHL          | 66  | 22            | 29            | 51            | 19            | 23            | 10 | 12       | 22       | 8        |          |          |
| 2002–03      | Red Deer Rebels     | WHL          | 56  | 33            | 48            | 81            | 28            | 23            | 8  | 12       | 20       | 14       |          |          |
| 2003–04      | Washington Capitals | NHL          | 41  | 1             | 5             | 6             | 8             | —             | —  | —        | —        | —        |          |          |
| 2003–04      | Portland Pirates    | AHL          | 43  | 5             | 17            | 22            | 16            | 7             | 2  | 1        | 3        | 0        |          |          |
| 2004–05      | Portland Pirates    | AHL          | 80  | 17            | 22            | 39            | 35            | —             | —  | —        | —        | —        |          |          |
| 2005–06      | Washington Capitals | NHL          | 25  | 0             | 1             | 1             | 4             | —             | —  | —        | —        | —        |          |          |
| 2005–06      | Hershey Bears       | AHL          | 58  | 16            | 22            | 38            | 23            | 21            | 3  | 5        | 8        | 10       |          |          |
| 2006–07      | Washington Capitals | NHL          | 71  | 7             | 22            | 29            | 14            | —             | —  | —        | —        | —        |          |          |
| 2007–08      | Washington Capitals | NHL          | 67  | 7             | 9             | 16            | 12            | 7             | 0  | 0        | 0        | 0        |          |          |
| 2008–09      | Washington Capitals | NHL          | 63  | 5             | 9             | 14            | 16            | 14            | 0  | 3        | 3        | 4        |          |          |
| 2009–10      | Washington Capitals | NHL          | 36  | 4             | 6             | 10            | 12            | 6             | 1  | 1        | 2        | 0        |          |          |
| 2009–10      | Hershey Bears       | AHL          | 2   | 0             | 2             | 2             | 0             | —             | —  | —        | —        | —        |          |          |
| 2010–11      | Washington Capitals | NHL          | 60  | 3             | 6             | 9             | 16            | 9             | 0  | 0        | 0        | 6        |          |          |
| 2011‑12      | Phoenix Coyotes     | NHL          | 75  | 8             | 15            | 23            | 10            | 16            | 0  | 2        | 2        | 6        |          |          |
| 2012‑13      | Phoenix Coyotes     | NHL          | 48  | 4             | 10            | 14            | 8             | —             | —  | —        | —        | —        |          |          |
| 2013‑14      | Edmonton Oilers     | NHL          | 74  | 8             | 13            | 21            | 20            | —             | —  | —        | —        | —        |          |          |
| 2014‑15      | Edmonton Oilers     | NHL          | 68  | 6             | 7             | 13            | 17            | —             | —  | —        | —        | —        |          |          |
| 2015‑16      | Arizona Coyotes     | NHL          | 65  | 2             | 2             | 4             | 10            | —             | —  | —        | —        | —        |          |          |
| 2016‑17      | Philadelphia Flyers | NHL          | 13  | 1             | 0             | 1             | 2             | —             | —  | —        | —        | —        |          |          |
| Celkem v NHL | Celkem v NHL        | Celkem v NHL | 706 | 56            | 105           | 161           | 149           | 52            | 1  | 6        | 7        | 16       |          |          |
| Celkem v AHL | Celkem v AHL        | Celkem v AHL | 183 | 38            | 63            | 101           | 74            | 28            | 5  | 6        | 11       | 10       |          |          |

## Reprezentace
| Rok          | Tým          | Soutěž       | Z | G | A | B | TM |
| ------------ | ------------ | ------------ | - | - | - | - | -- |
| 2003         | Kanada 20    | MSJ          | 6 | 0 | 0 | 0 | 0  |
| Celkem v MSJ | Celkem v MSJ | Celkem v MSJ | 6 | 0 | 0 | 0 | 0  |